# ふたりはふたご
『ふたりはふたご』（Two of a Kind）は、アメリカ合衆国のシチュエーション・コメディである。ABCテレビで1998年から1999年にかけて放送された。日本ではNHK教育テレビ（Eテレ）で放送された他、ディズニーチャンネルでも放送されていた。

## キャスト
- メアリー・ケイト・バーク：メアリー・ケイト・オルセン（かないみか）
11歳の女の子で、バーク家の双子の妹。スポーツが得意で活発な性格、勉強は苦手。
- アシュレー・バーク：アシュレー・オルセン（川田妙子）
バーク家の双子の姉。お菓子作りが得意で、ファッションやメイク、男の子に夢中。
- ケビン・バーク：クリストファー・シーバー（森田順平）
双子の父親で、シングルファザー。大学で講師をしている。
- キャリー・ムーア：サリー・ホイーラー（魏涼子）
双子のベビーシッター(?)で、ケビンの教え子。双子の良き相談相手（理解者）である。
- テイラー・ドノバン：ジェシー・リー（阪口大助）
メアリー・ケイトの家庭教師。算数を教えている。アシュレーはテイラーに一目惚れ。
- エディ・フェアバンクス：デビッド・ヴァルシン（堀内賢雄）
- マット・バーク：デビッド・ラッシャー（神奈延年）
- マックス：オランドー・ブラウン（亀井芳子）
- ポール：アーニー・グランウォルド（川鍋雅樹）
- ナンシー・カールソン：サマンサ・スミス（都築香弥子）
- ブライアン：マーティン・スパンジャーズ（高森奈緒）
- ベイカーさん：ジーン・スピーグル・ハワード（高村章子）
- フィルモアさん：ランス・ハワード（松岡文雄）

## 日本語版制作スタッフ
- 台本：杉田朋子
- 演出：加藤敏
- 調整：宇田川享子
- 効果：倉橋静男

## 受賞
1999年に、ニコロデオン主催の第12回キッズ・チョイス・アワードで、主演のメアリー＝ケイト・オルセンとアシュレー・オルセンがフェイバリット・TV女優賞を受賞した。